# Christer Berg
Christer Berg (22 dicembre 1998) è un giocatore di football americano finlandese che gioca come defensive tackle per gli Helsinki Roosters.
Ha iniziato a giocare nelle giovnili di tre diverse squadre finlandesi (Helsinki Roosters, Hyvinkää Falcons, Turku Trojans e Hämeenlinna Huskies), per poi trasferirsi in prima squadra ai Roosters. Ha quindi trascorso una stagione in ELF ai tedeschi Berlin Thunder per poi passare agli svizzeri Calanda Broncos e tornare successivamente ai Roosters.

## Palmarès
- 3 Vaahteramalja (Helsinki Roosters, 2018, 2019, 2024)
- 1 Swiss Bowl (Calanda Broncos, 2024)